# Fredrikskyrkan
Fredrikskyrkan är en kyrkobyggnad i Karlskrona stadsförsamling. Kyrkan är en del av världsarvet Örlogsstaden Karlskrona som blev upptagen på Unescos världsarvslista 1998.

## Kyrkobyggnaden
Kyrkan, som ligger mitt på Stortorget i Karlskrona, började byggas den 9 september 1720. Första stenen lades av dåvarande landshövdingen Salomon von Otter. Kalkstenen till bygget bröts på Öland och transporterades med lastpråmar till Karlskrona. Teglet fraktades från tegelbruket på Verkö. Den 25 augusti 1721 var grundmuren klar, men det skulle dröja till 1744 innan kyrkan kunde invigas. Vid invigningen var dåvarande kronprinsen Adolf Fredrik och prinsessan Lovisa Ulrika närvarande och två minnestavlor över deras senare kröning finns bevarade i kyrkan. Namnet fick kyrkan dock av kung Fredrik I. Kyrktornen, som från början var tänkta att få spiror, blev inte klara förrän 1758.
Fredrikskyrkan är en typisk barockkyrka ritad av Nicodemus Tessin d.y. och ersatte Storkyrkoförsamlingens provisoriska träkyrka på Drottninggatan, kallad Hedvig Eleonora. 1790 brann kyrkan, men den klarade sig betydligt bättre än Trefaldighetskyrkan. Klockornas balkar och taket hade rasat in, den stora klockan klarade sig dock tack vare att det fanns stora mängder hyvelspån kvar som orgelbyggarna lämnat kvar. Kyrkan restaurerades åren 1805–1806 och försågs då med koppartak. Restaureringen leddes av den kände arkitekten Olof Tempelman. Invändigt har kyrkan restaurerats 1913–1915 av Axel Lindegren och 1967–1968. En yttre restaurering gjordes 1997–1998.
Under 2015–2018 pågick en omfattande inre renovering, under ledning av den danska restaureringsarkitekten Ole Drachmann, med visionen att i barockkyrkan skapa ett multifunktionellt kyrkorum. Det är en av de mest omfattande renoveringarna av en svensk kyrka någonsin. Den tidigare fasta bänkinredningen har ersatts av flyttbara stolar. Där bänkarna tidigare stod har lagts ett ekgolv. I kyrkorummets mitt står en elliptiskt formad svart dopfunt av diabas med rinnande vatten och overflow-effekt. Ett nytt fristående centralaltare i vit carraramarmor har placerats närmare församlingen. Dopfunt och altare är placerade i linje i mittskeppet. Dopet och nattvarden, som delas ut vid altaret, är de två sakrament som Jesus direkt gav upphov till. Placering, form och färgval är tänkta att förstärka, accentuera, dess betydelse och skapa en "helig väg", via sacra, mellan dopet och nattvarden.
Kyrkorummet har sex nischer vilka används som halvöppna rum för samtal, andakter, barnens altare, dopljus, dopträd och utställningar. Kyrkan återöppnades av biskop Johan Tyrberg den 25 mars 2018.
Tillsammans med Trefaldighetskyrkan i Karlskrona samt Kalmar Domkyrka brukar Fredrikskyrkan räknas till den klassiska, romerska barockens främsta monument i Sverige.

### Äldre bilder

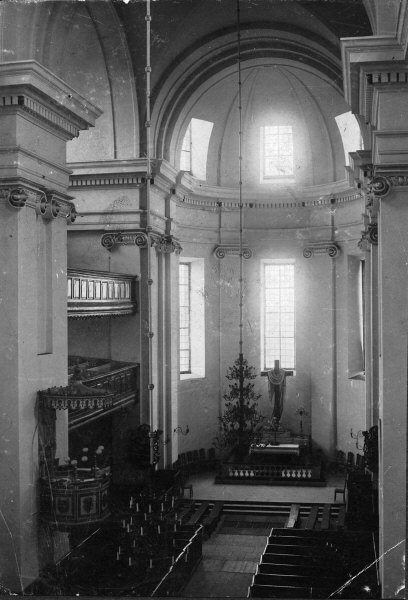
Koret och altaret från år 1843, bild från år 1904.
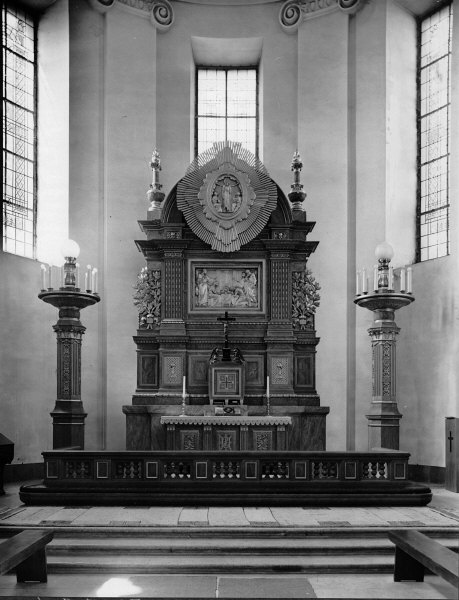
Koret och altaret från år 1915, bild från år 1944
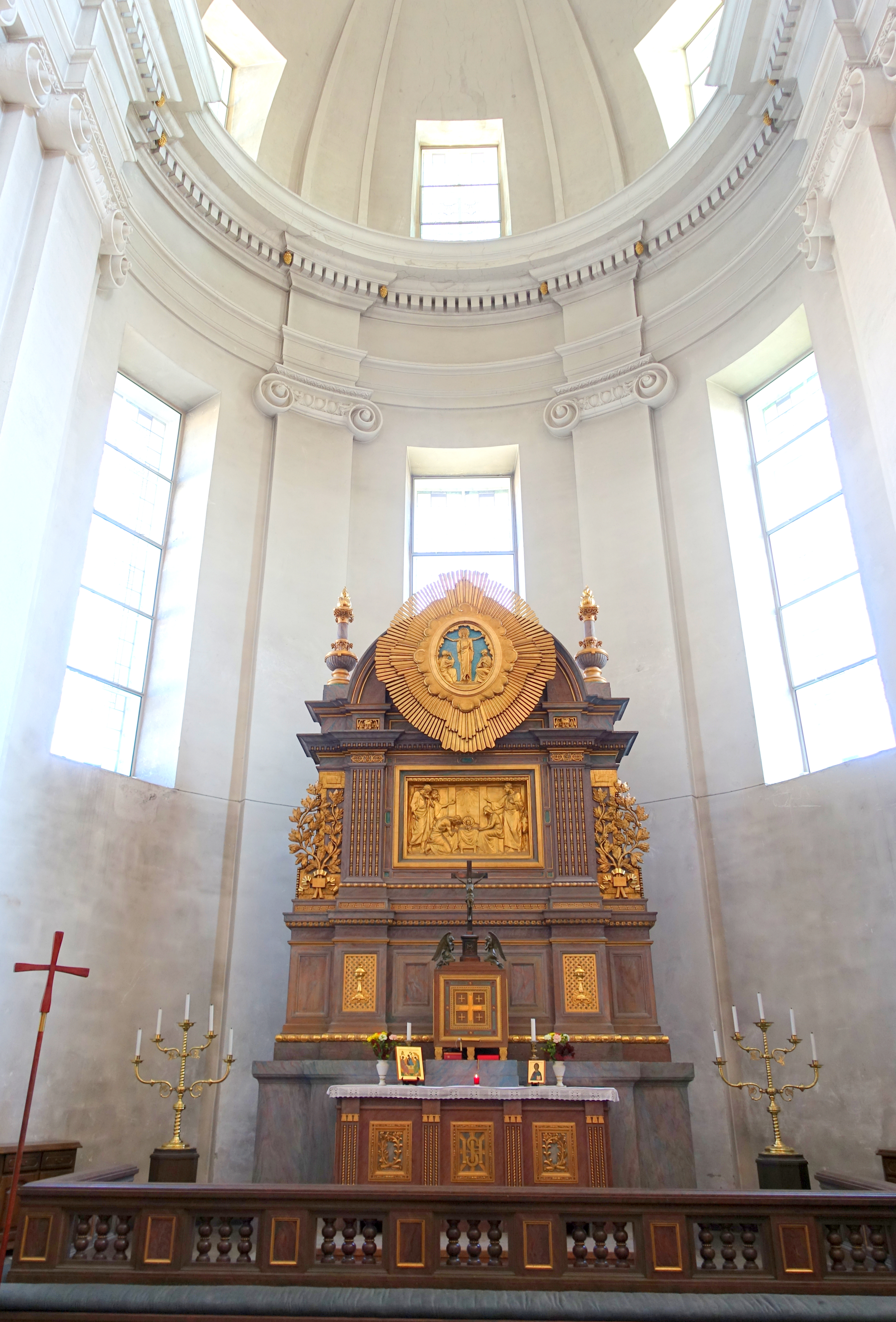
Koret och altaret innan renoveringen 2015-2018 (2014).
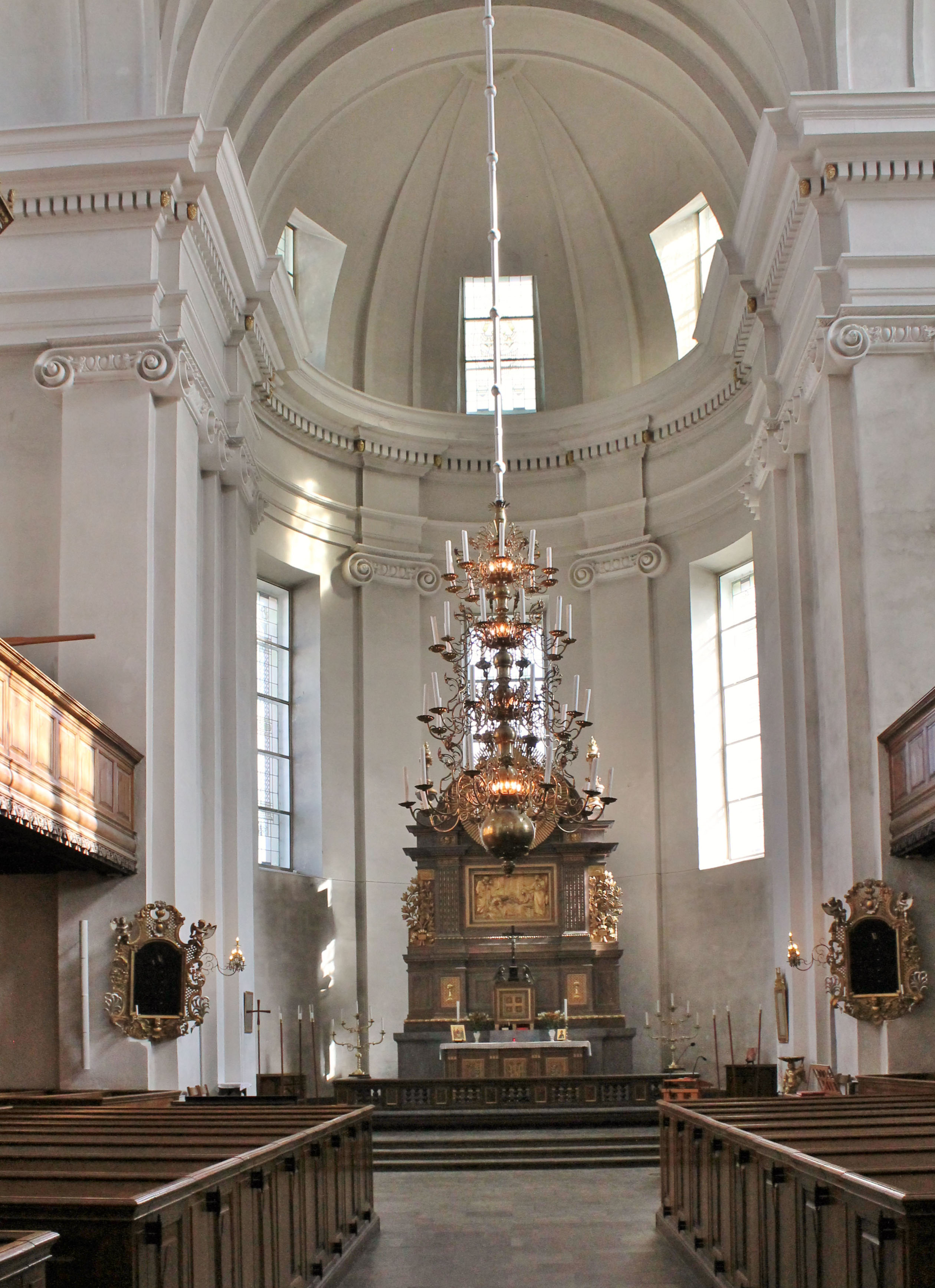
Kyrkbänkarna och koret innan renoveringen 2015-2018 (2014).

## Inventarier
- Centralaltare i Carraramarmor  som formgivits av konstnär Pål Svensson. Installerad under ombyggnaden 2015–2018.[1] Altaret är flyttbart för att kunna användas på olika platser i kyrkan.[2]

- Elliptiskt formad dopfunt formgiven av Pål Svensson, som installerades under ombyggnaden 2015–2018. Den är 2,3 meter lång och 1,3 meter bred. Dopfunten består av en ytterform som har en krysshamrad grå yta. I mitten av dopfunten finns en innerskål som kan höjas och sänkas och varur kommer ett vattenflöde. När innerskålen är fylld rinner vattnet över kanterna och försvinner ned i ytterformen.[1]

- Dopfunt av skulpterat förgyllt trä med dopfatet av mässing. Den är utförd och skänkt av skeppsbyggmästaren Gilbert Sheldon (1710–1794) till invigningen av kyrkan 1744.

- Predikstol som är tillverkad 1854 i nyklassicistisk stil av Johan Adolf Hawerman (1812–1885). Den omförgylldes vid restaureringen 1913–1915. Till predikstolen hör också ett timglas av skulpterat och förgyllt trä i form av en dödsängel som utfördes och skänktes 1744 av Gilbert Sheldon. Den föregående predikstolen omnämns som ett "provisorium".

- Den stora ljuskronan av mässing i kyrkans korsmitt skänktes av handlaren Petter Romberg 1744 till kyrkans invigning och har plats för 40 ljus. Den föll ner vid branden 1790 och förstördes och satte dessutom eld på församlingens arkiv i kryptan som man hade gömt där strax innan branden, i förhoppning om att det skulle klara sig undan lågorna. Ljuskronan reparerades och hängdes upp igen 1792 på församlingens bekostnad. I mittskeppet hänger ytterligare två ljuskronor i mässing från 1878. Åtta mindre elektriska ljuskronor tillkom i renoveringen 1913-1915.
- Två nummertavlor i skulpterat förgyllt och försilvrat trä av okänd mästare. Förmodligen från 1700-talets första hälft.
- Det finns fyra begravningsvapen upphängda i kyrkan. Dessa är efter: Amiralen Abraham Falkengren (1686–1752), landshövdingen Lars Dalman (1680–1752), överdirektören Daniel af Thunberg (1712–1788) samt fänriken Carl Gustaf Tersmeden (1758–1776).

- Kyrksilvret finns bevarat i ett massivt värdeskåp som står under norra läktaren i främre delen av kyrkan.

- Vid ombyggnaden 2015–2018 ersattes de fasta bänkarna av fristående stolar formgivna av Åke Axelsson.[1]

### Tidigare altaruppsatser
- En äldre altarprydnad som  utgjordes av ett förgyllt träkors med törnekrona och svepduk, ritad av Johan Adolf Hawerman 1843, har sin plats  i Trefaldighetskyrkan.

- Den tidigare Altaruppsatsen  tillkom 1915 och är ett moderniserat barockaltare med skulpturer av Johan Axel Wetterlund (1858–1927) och målning av Filip Månsson (1864–1933). Det är förmodligen det enda altaret i Sverige med sakramentsskåp för nattvardskärl. I samband med den senaste restaureringen är altaruppsatsen nedmonterad för förvaring.

### Kyrkklockor och klockspel
Kyrkan har tre kyrkklockor upphängda i tornen. Den största hänger i södra tornet och skänktes ursprungligen till Hedvig Eleonora kyrka av Rutger von Ascheberg. Den omgöts i Stockholm 1691 på bekostnad av Karl XI. De andra två klockorna är placerade i norra tornet och väger ca 1700 kg resp. ca 850 kg. I södra tornet finns också ett klockspel med 35 klockor installerat 1967 av Bergholtz klockgjuteri i Sigtuna. Klockspelet är skänkt av advokaten Povel Grönvall och hörs tre gånger om dagen. Det är spelbart både manuellt uppe i tornet, men också automatiskt genom förinspelade melodier.

## Bildgalleri

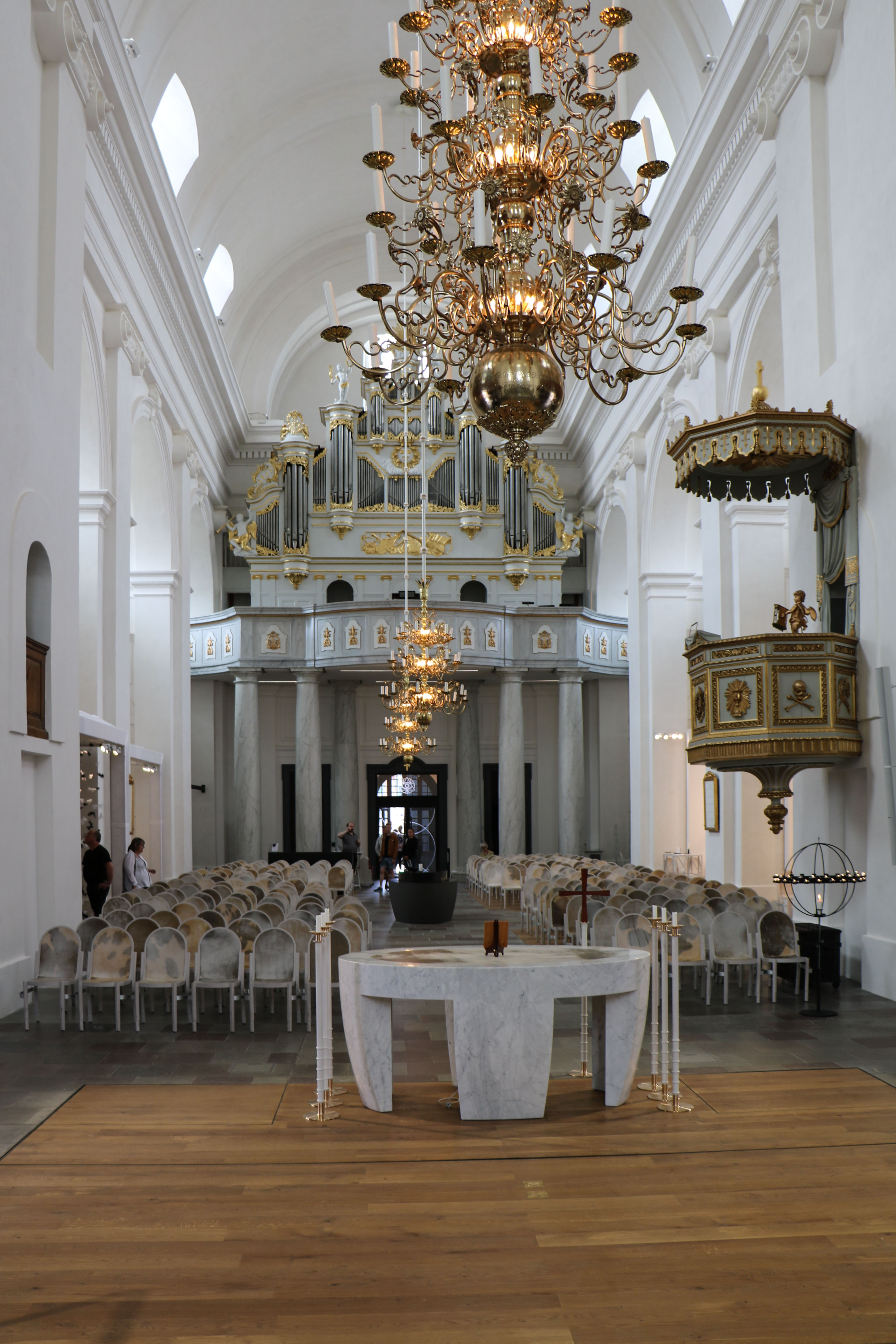
Interiör mot väster
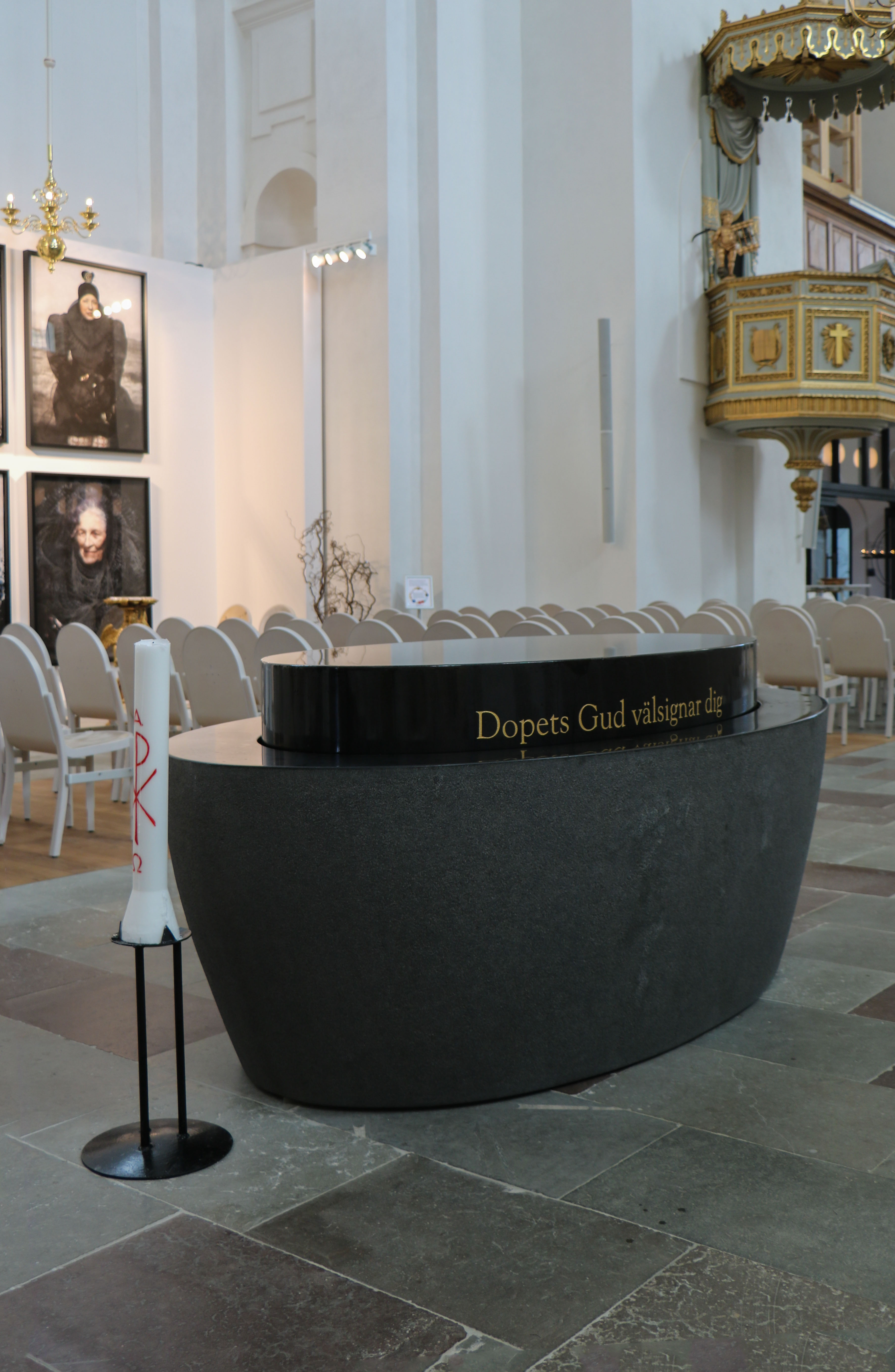
Den nya dopfunten
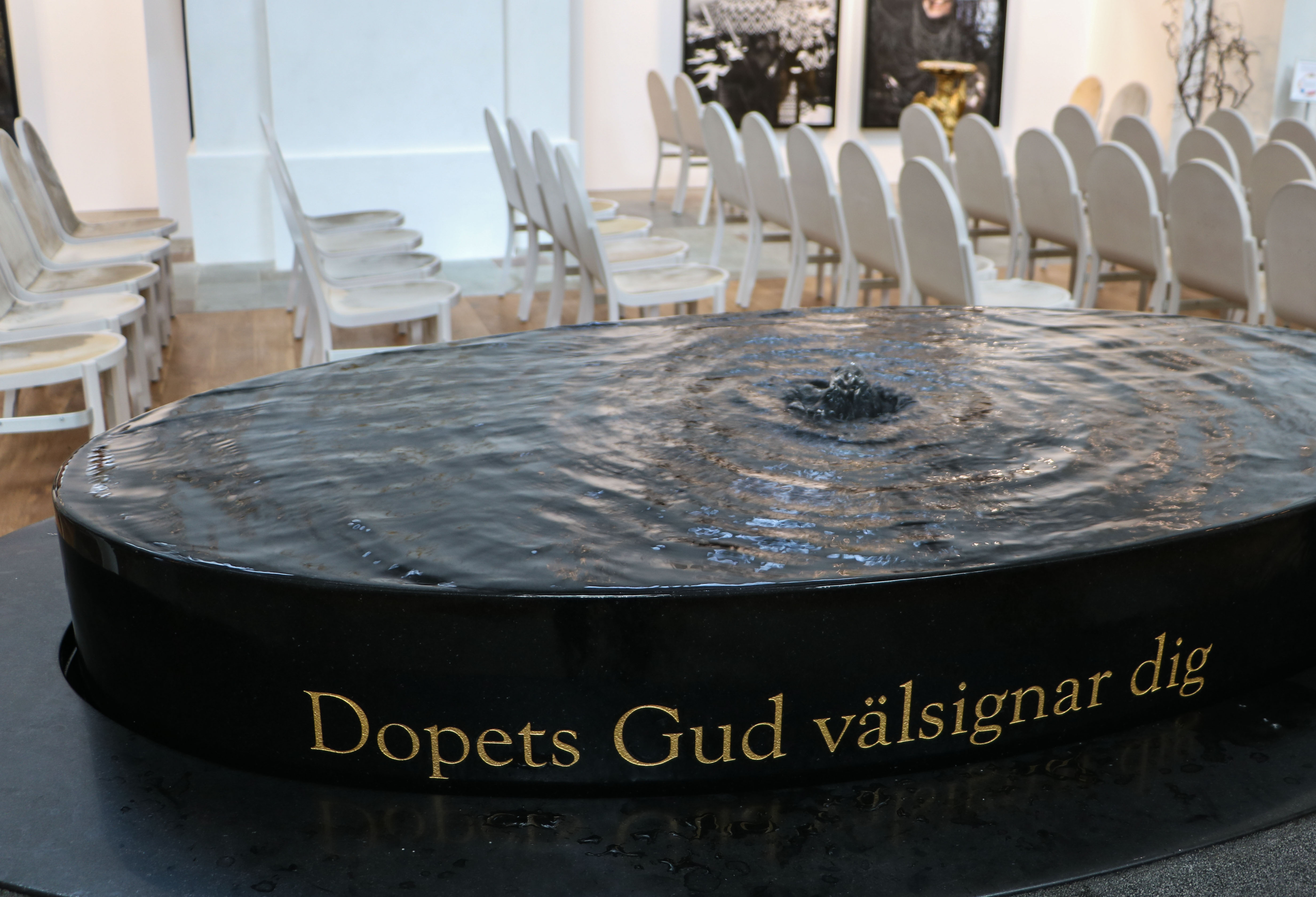
Dopvattnet i rörelse
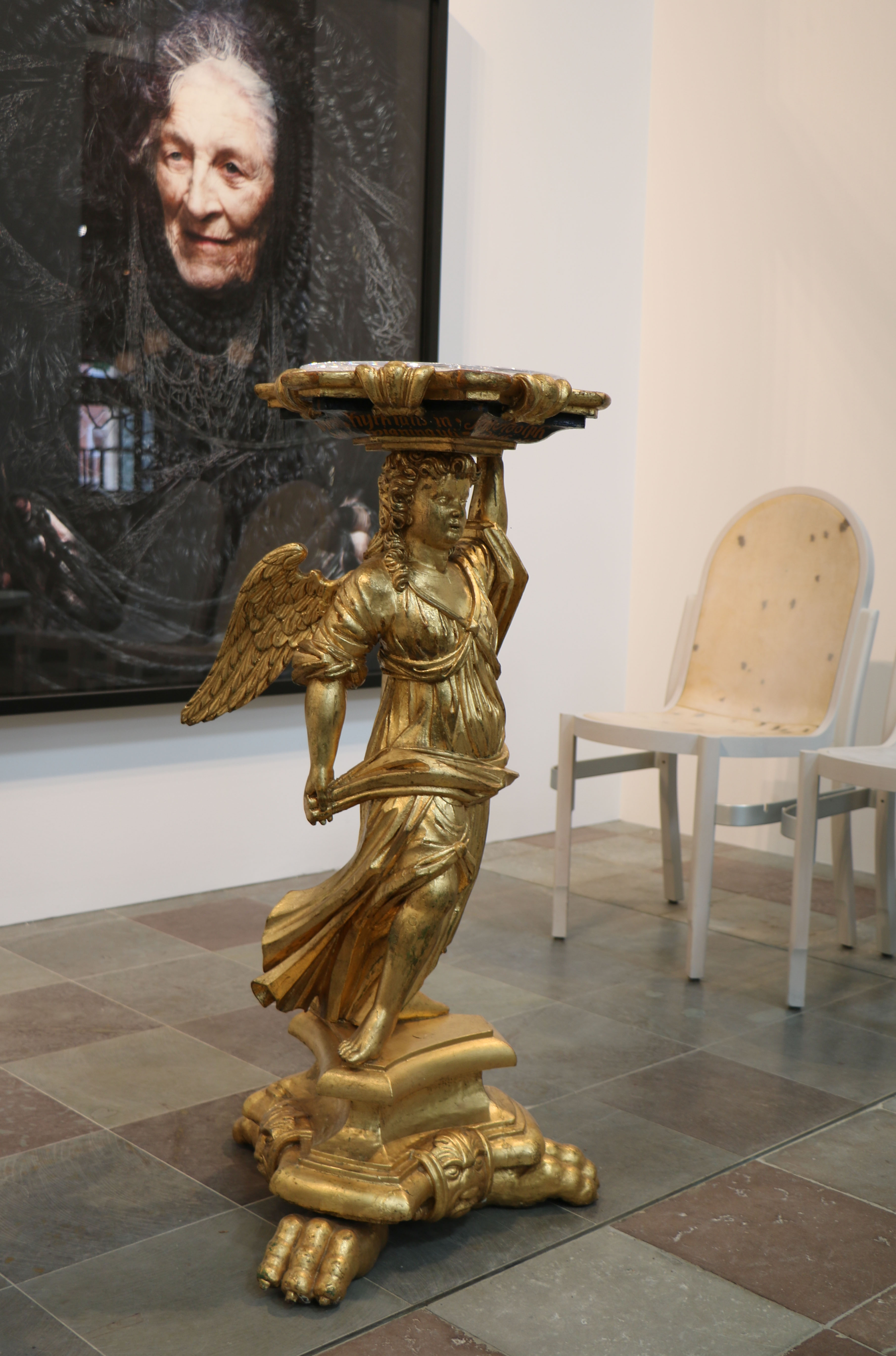
Äldre dopfunt från kyrkans invigning 1744
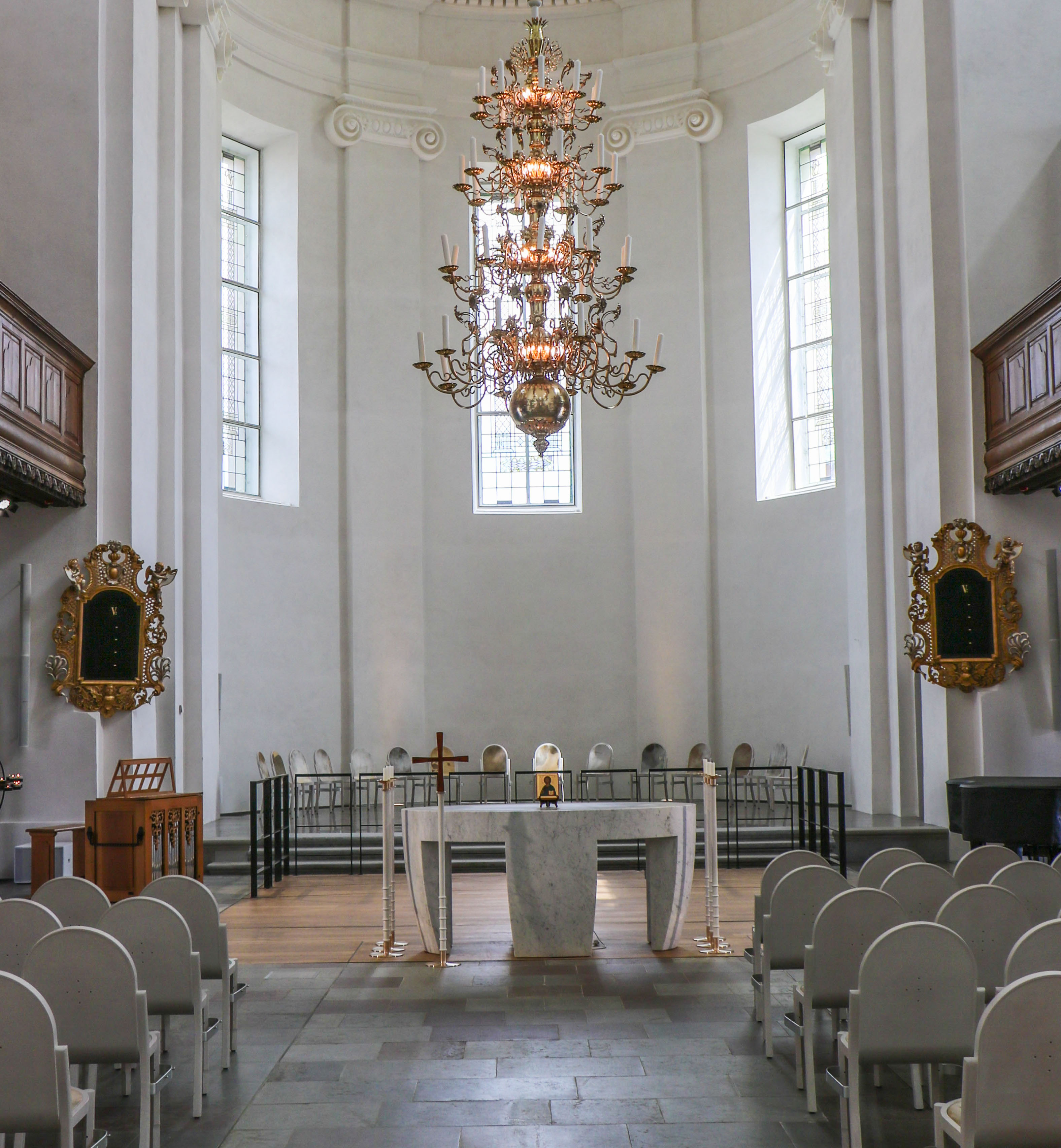
Koret
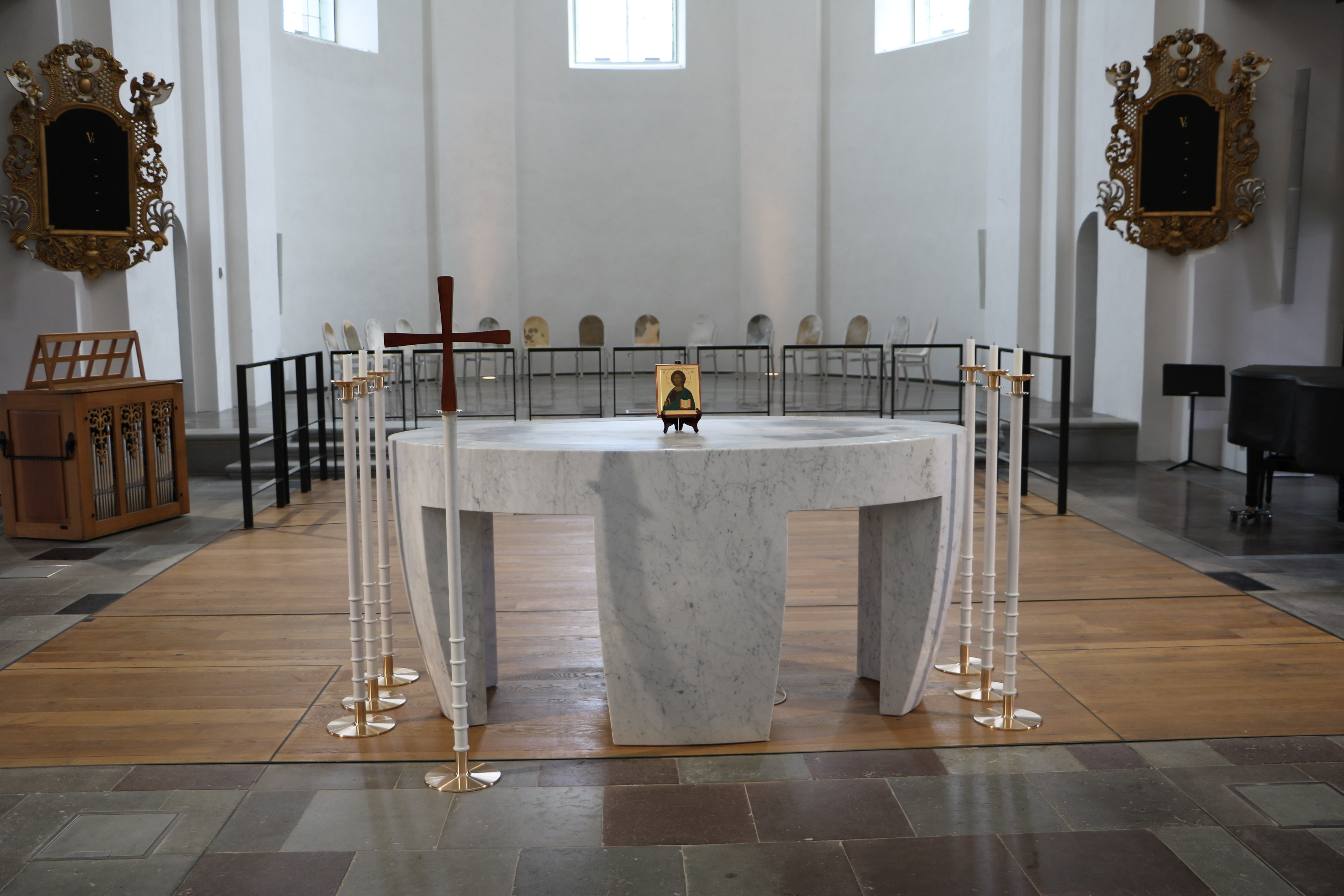
Altare i marmor
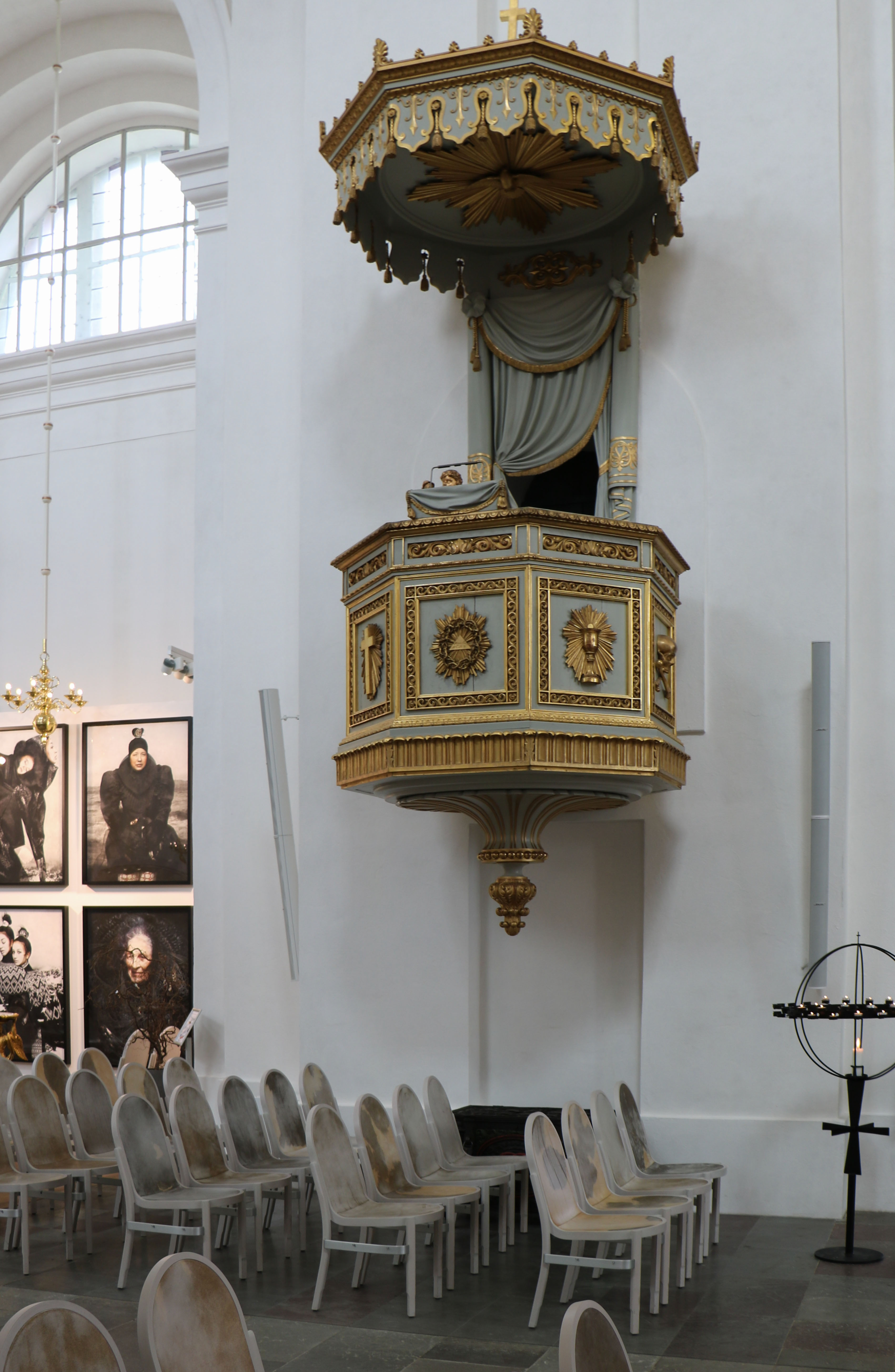
Predikstolen
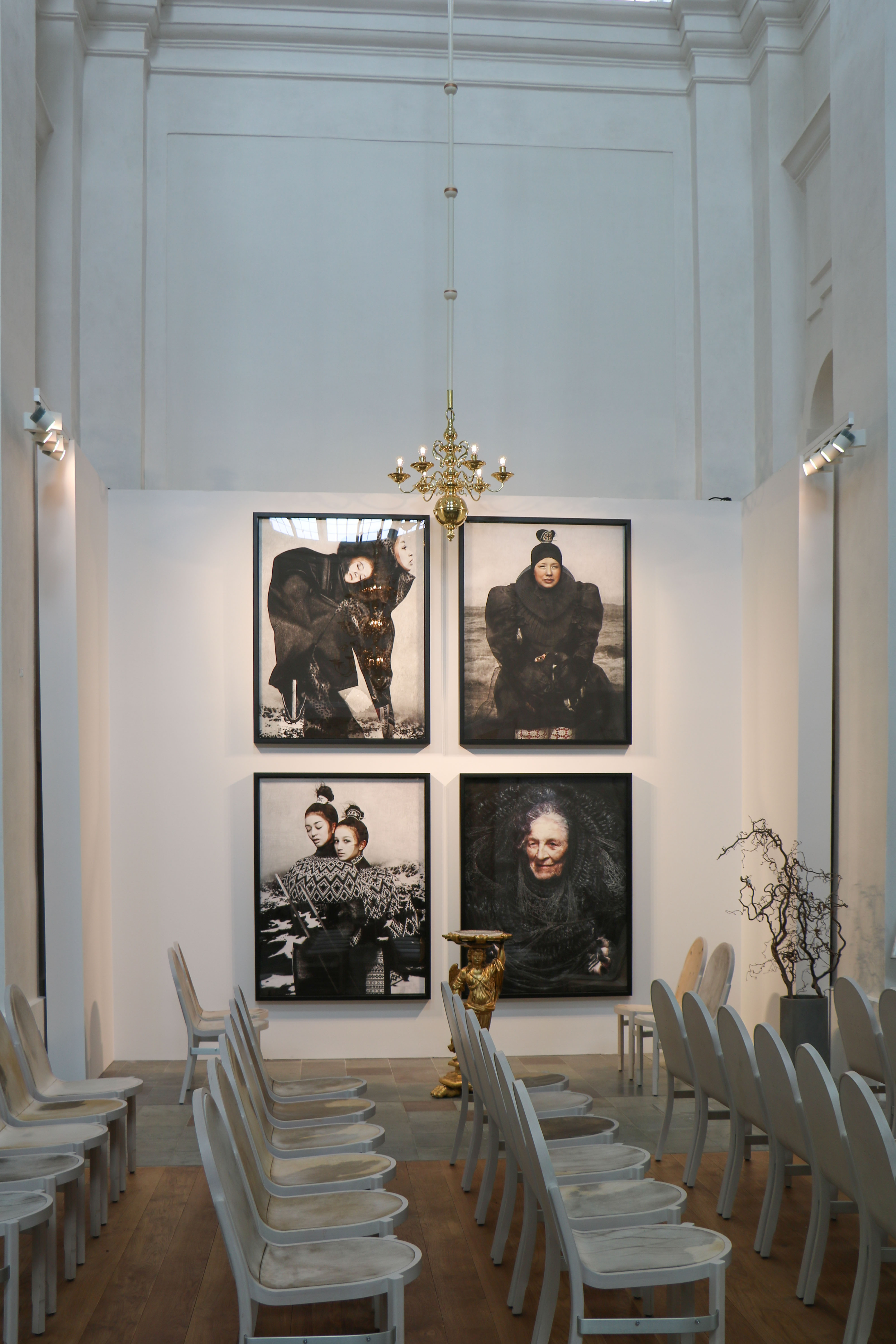
Nisch med konstutställning
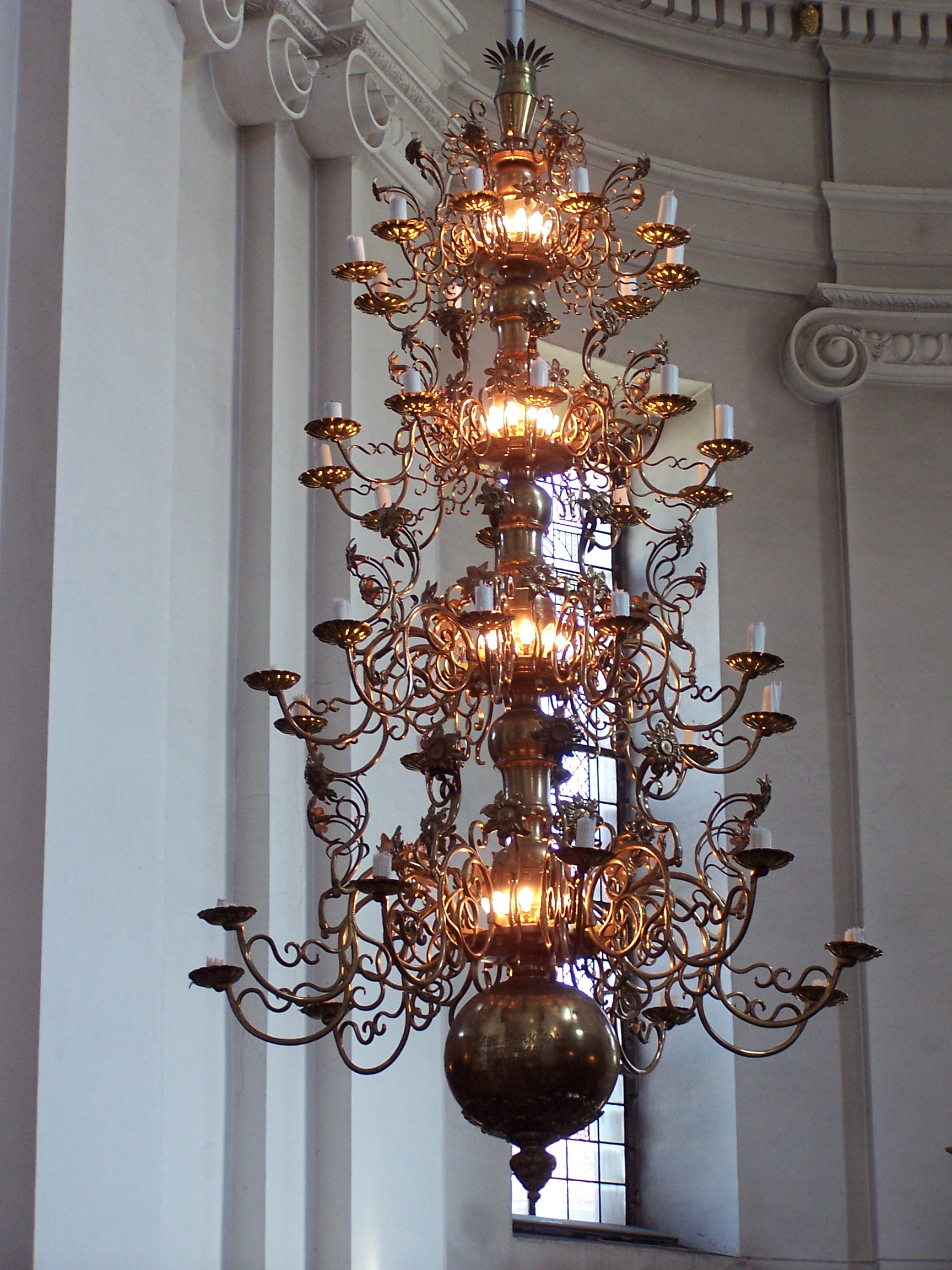
Den stora ljuskronan

## Orglar

### Huvudorglar

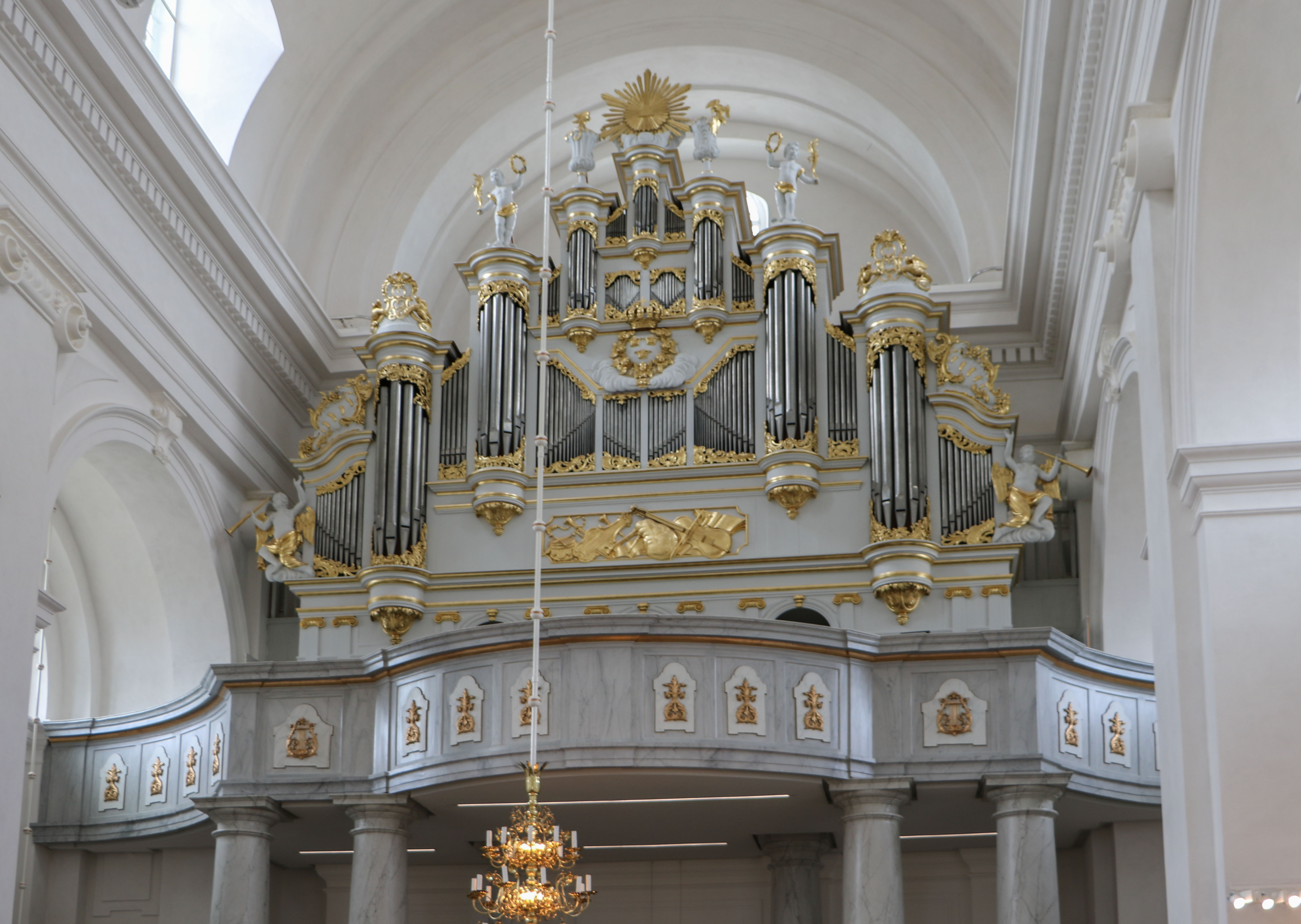
Läktarorgeln

- Kyrkans första orgel var den som tidigare stått i församlingens provisoriska träkyrka Hedvig Eleonora.
- Så småningom beslutade man att införskaffa en större och mer lämpad orgel. Orgelbyggaren Lars Wahlberg i Kalmar fick uppdraget att bygga en orgel med 29 stämmor, två manualer samt pedal. När den var klar 1764 hade han satt in 33 stämmor som drevs av sex stora kilbälgar. Orgeln stämdes i korton i en lätt oliksvävig temperering. Bildsniderierna i fasaden, som anses vara en av landets skönaste och mest välproportionerade, utfördes av amiralitetsbildhuggaren Niklas Ekekrantz (1712–1772) från Örlogsvarvet. Orgelkonsult Carl-Gustaf Lewenhaupt beskriver fasaden i tidskriften Kulturmiljövård nr 6 1992: "[...] Högst upp svävar det lilla Öververket, understött av den världsliga makten i form av lilla riksvapnet och krönt av Guds allmakt i form av en strålsol med treenighetssymbol. Sockelpartiets joniska pilastrar och arkitraver svarar direkt mot Tessins utformning av kyrkorummets kolossalpilastrar och arkadbågar." Lilla riksvapnet i fasaden omringas av Serafimerordens kedja, en kunglig orden som instiftades 1748 av Fredrik I.
- Wahlbergorgeln ersattes 1905 av en romantisk tremanualig orgel med 36 stämmor, byggd av Åkerman & Lund Orgelbyggeri. Den gamla orgelfasaden bibehölls, men man lät fasadpiporna vara stumma. Mellan 1982 och 1987 rekonstruerades orgeln till 1764 års ursprungliga skick av Grönlunds Orgelbyggeri i Gammelstad under ledning av orgelkonsult Carl-Gustaf Lewenhaupt. Projektet var ett viktigt pionjärarbete för liknande rekonstruktioner i hela Nordeuropa. Orgeln räknas till landets största och förnämaste representanter för sin tid. Åkerman & Lund-orgeln låg i många år nedmonterad på kyrkans norra sidoläktare, men 2015 påbörjades en återuppsättning och rekonstruktion på sidoläktaren. Arbetet utfördes av Bergenblad & Jonssons orgelbyggeri i Nye samt av Åkerman & Lund. Orgeln invigdes under sommaren 2018.

### Kororglar
- År 1954 fick kyrkan sin första kororgel på sex stämmor, byggd av Walcker Orgelbau. Walckerorgeln flyttades senare till Tjurkö kyrka som då tillhörde församlingen.
- En ny kororgel med sex stämmor tillkom 1982, byggd av Grönlunds Orgelbyggeri. Den flyttades 1993 till Aspö kyrka.

### Kistorgel
År 1993 fick kyrkan en kistorgel på fyra stämmor byggd av August Laukhuff orgelteile i Wilkersheim i Tyskland och levererad av Knut Kaliff. I samband med kyrkans renovering flyttades den 2015 till Trefaldighetskyrkan.

### Dispositioner
| Huvudverk (I) C-c3   | Öververk (II) C-c3   | Pedalverk (P) C-d1   | Koppel |
| -------------------- | -------------------- | -------------------- | ------ |
| Qvintadena 16' B/D   | Enggedacht 8'        | Subbass 16'          | II/I   |
| Principal 8' (fasad) | Qvintadena 8'        | Principal 8' (fasad) |        |
| Gedacht 8'           | Principal 4' (fasad) | Violoncell 8'        |        |
| Octava 4'            | Rörfleut 4'          | Octava 4'            |        |
| Kortfleut 4'         | Qvinta 3'            | Qvinta 3'            |        |
| Salicenal 4'         | Octava 2'            | Superoctava 2'       |        |
| Superoctava 2'       | Gemshorn 2'          | Scharff 2 Chor.      |        |
| Mixtur 4 Chor.       | Scharff 3 Chor.      | Bassun 16'           |        |
| Rausqvint 2 Chor.    | Fagott 8' B          | Trompette 8'         |        |
| Trompette 8' B/D     | Vox Humana 8' D      | Trompette 4'         |        |
| Vox Virginea 8' D    | Trimulant            | Corno 2'             |        |
| Trompette 4' B       | Sperventil           | Sperventil           |        |
| Sperventil           |                      |                      |        |

| Huvudverk (I) C-a3    | Öververk (II) C-a3 | Svällverk (III) C-a3 | Pedalverk (P) C-f1          | Koppel   |
| --------------------- | ------------------ | -------------------- | --------------------------- | -------- |
| Principal 16' (fasad) | Borduna 16'        | Basetthorn 8'        | C. B. Composé 32' (*trans.) | I/P      |
| Borduna 16'           | Principal 8'       | Rörflöjt 8'          | Principal 16'               | II/P     |
| Principal 8'          | Inom svällskåp:    | Violin 8'            | Subbas 16'                  | III/P    |
| Flûte harmonique 8'   | Dubbelflöjt 8'     | Salicional 8'        | Violon 16'                  | II/I     |
| Gamba 8'              | Fugara 8'          | Voix céleste 8'      | Quinta 10 2⁄3' (*)          | III/I    |
| Octava 4'             | Gemshorn 4'        | Flûte octaviante 4'  | Borduna 8'                  | III/II   |
| Octava 2'             | Flageolett 2'      | Salicette 4'         | Violoncelle 8'              | 4'/I     |
| Mixtur 3 chor.        | Corno 8'           | Waldflöjt 2'         | Octava 4'                   | II 16'/I |
| Trompet 16'           | Clarinette 8'      | Euphone 8'           | Contra Basun 32'            | 16'/III  |
| Trompet 8'            |                    |                      | Basun 16'                   |          |